# Markušovce (stacja kolejowa)
Markušovce – stacja kolejowe we wsi Markušovce w kraju koszyckim na linii kolejowej nr 180 na Słowacji.